# Gärdån (naturreservat)
Gärdån är ett naturreservat i Malung-Sälens kommun i Dalarnas län.
Området är naturskyddat sedan 2010 och är 40 hektar stort. Reservatet består av granar närmast ån och tall högre upp.